# Go A
Go_A (em ucraniano: Ґоу_Ей) é uma banda ucraniana de folktronica, formada em 2012, que mistura vozes, ritmos de dança moderna, djembê e guitarra. Forma escolhidos como representantes da Ucrânia no Festival Eurovisão da Canção 2020 e 2021.

## História
A ideia inicial de formar uma banda que combine música eletrónica moderna com motivos étnicos foi de Taras Shevchenko em 2011 mas os primeiros trabalhos com os integrantes da banda começaram em 2012. Ao final desse ano, em dezembro, foi lançada a primeira música chamada «Koliada» (Коляда). O significado do nome da banda é «voltar às raízes» que foi feito com a combinação da palavra inglesa «Go» (em português: vai) e a letra grega alfa, que simboliza o começo de tudo.
A banda começou a ganhar reconhecimento após lançar o single «Vesnianka» (Веснянка) que sagrou-se vencedora da Competição Nacional de Melhor Canção da Ucrânia em 2015. Durante três semanas, a música esteve em 1.º lugar no ranking da rádio ucraniana Kiss FM e foram premiados como o melhor descobrimento musical daquele ano pela emissora.
No outono de 2016, os Go_A lançaram o seu 1.º álbum chamado «Idy na zvuk» (Іди на звук; em português: Segue o som). A lista das canções foi composta por dez músicas, incluindo «Vesnianka». No início de 2017 lançaram o single chamado «Shchedryi vechir» (Щедрий вечір) em colaboração com Katya Chilly.

### Festival Eurovisão da Canção
No início de 2020, foi anunciado que os Go_A estavam entre os 16 artistas participantes da seleção nacional ucraniana para o Festival Eurovisão da Canção 2020 com a música «Solovey». A banda apresentou-se na primeira semi-final, que decorreu a 8 de fevereiro, onde ficaram em 2.º lugar e classificaram para a final. A 22 de fevereiro, na final, ganharam tanto a votação do público quanto a do júri. Portanto, eles iriam representar a Ucrânia no Festival Eurovisão da Canção daquele ano em maio. No entanto, a 18 de março de 2020, o evento foi cancelado devido à pandemia COVID-19. No mesmo dia, a Rádio e Televisão Pública da Ucrânia anunciou que a banda representará o país em 2021. A 4 de fevereiro de 2021, foi anunciado que «SHUM» (Шум) seria a música que os Go_A levariam a Roterdão.

## Integrantes
- Kateryna Pavlenko – voz.
- Taras Shevchenko – multi-instrumentista.
- Ihor Didenchuk – produção.
- Ivan Hryhoriak – guitarra.

## Discografia

### Álbuns
| Título     | Detalhes                                                                                  |
| ---------- | ----------------------------------------------------------------------------------------- |
| #Idinazvuk | - Lançado: 1 de novembro de 2016 - Format: Digital download - Label: Moon Records Ukraine |

### Singles
| Título             | Ano  | Álbum             |
| ------------------ | ---- | ----------------- |
| "Shchedryi vechir" | 2017 | Músicas sem álbum |
| "Rano-ranenko"     | 2019 | Músicas sem álbum |
| "Solovey"          | 2020 | Músicas sem álbum |
| "SHUM"             | 2021 | Músicas sem álbum |